# Chaunus bergi
Rhinella bergi là một loài cóc trong họ Bufonidae.
Nó được tìm thấy ở Argentina, Brasil, và Paraguay.
Các môi trường sống tự nhiên của chúng là xavan khô, xavan ẩm, đồng cỏ nhiệt đới hoặc cận nhiệt đới vùng ngập nước hoặc lụt theo mùa, đầm nước ngọt, đầm nước ngọt có nước theo mùa, đất canh tác, vùng đồng cỏ, và ao. Loài này đang bị đe dọa do mất nơi sống.